# 10692 Opeil
10692 Opeil este o planetă minoră (asteroid), cu un diametru de 3,126 km, din centura de asteroizi. A fost descoperită pe 2 martie 1981 la Observatorul Siding Spring de Schelte J. Bus. 
Obiectul prezintă o orbită caracterizată de o semiaxă mare de 2,3241227 UAi, o excentricitate de 0,15, o înclinație de 4,95201 ° în raport cu ecliptica.